# Nissan Townstar

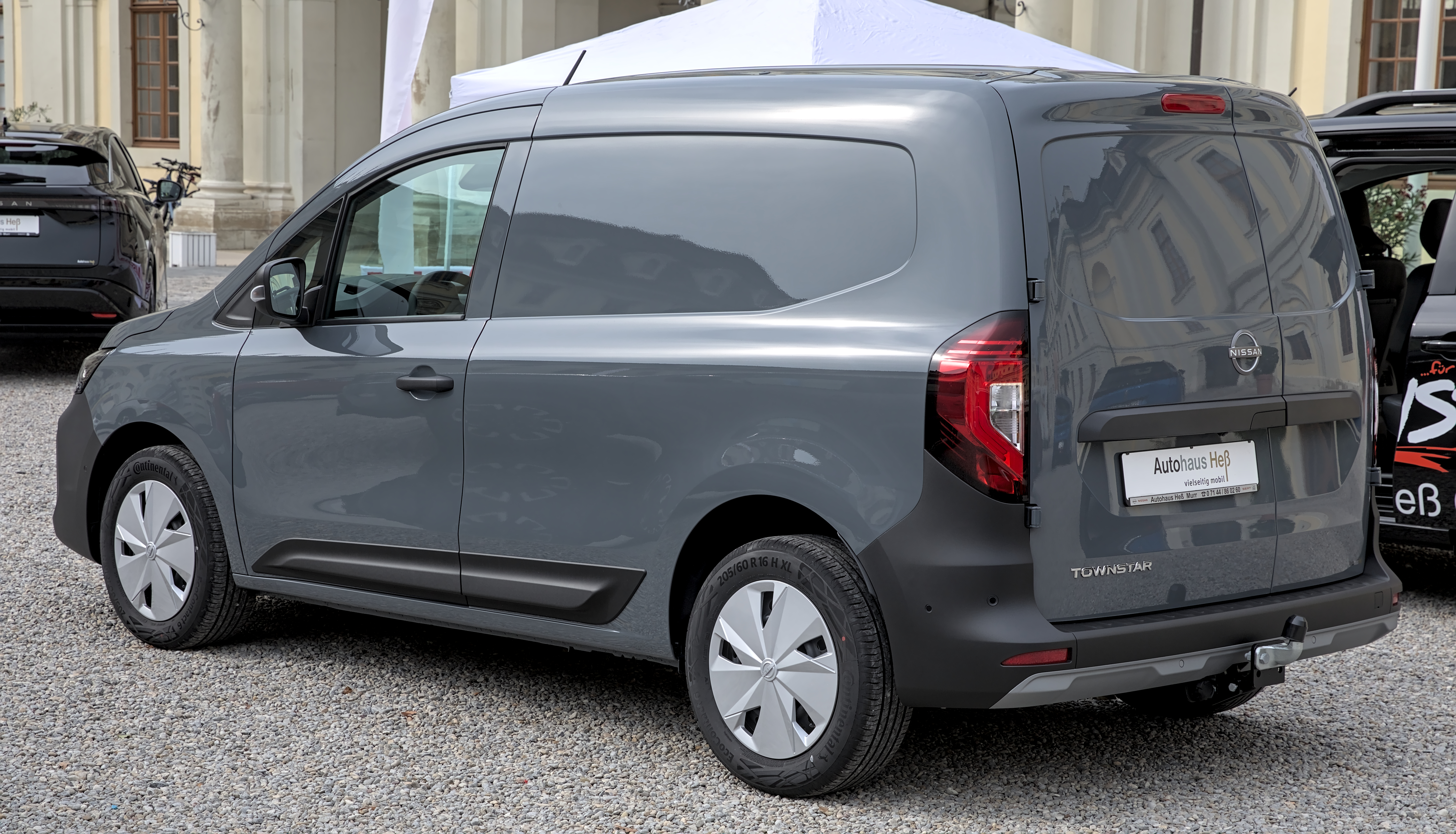
Вид сзади

Nissan Townstar — автомобиль многоцелевого назначения, выпускающийся Nissan Motor Company с 2021 года. Пришёл на смену автомобилю Nissan NV250. Является производной моделью от Mercedes-Benz Citan и Renault Kangoo третьего поколения. 

## История
В феврале 2021 года компания Nissan официально подтвердила, что после закрытия завода в Барселоне продолжатся закупки автомобилей компании Renault. Сборки автомобилей организованы в Мобёже.
Официальная премьера автомобиля Nissan Townstar состоялась в сентябре 2021 года во время представления обновлённой гаммы лёгких коммерческих автомобилей. По сравнению с Nissan NV250, автомобиль Nissan Townstar отличался передней частью и обновлённым логотипом Nissan.
Также существует электромобиль Nissan Townstar EV.

## Галерея

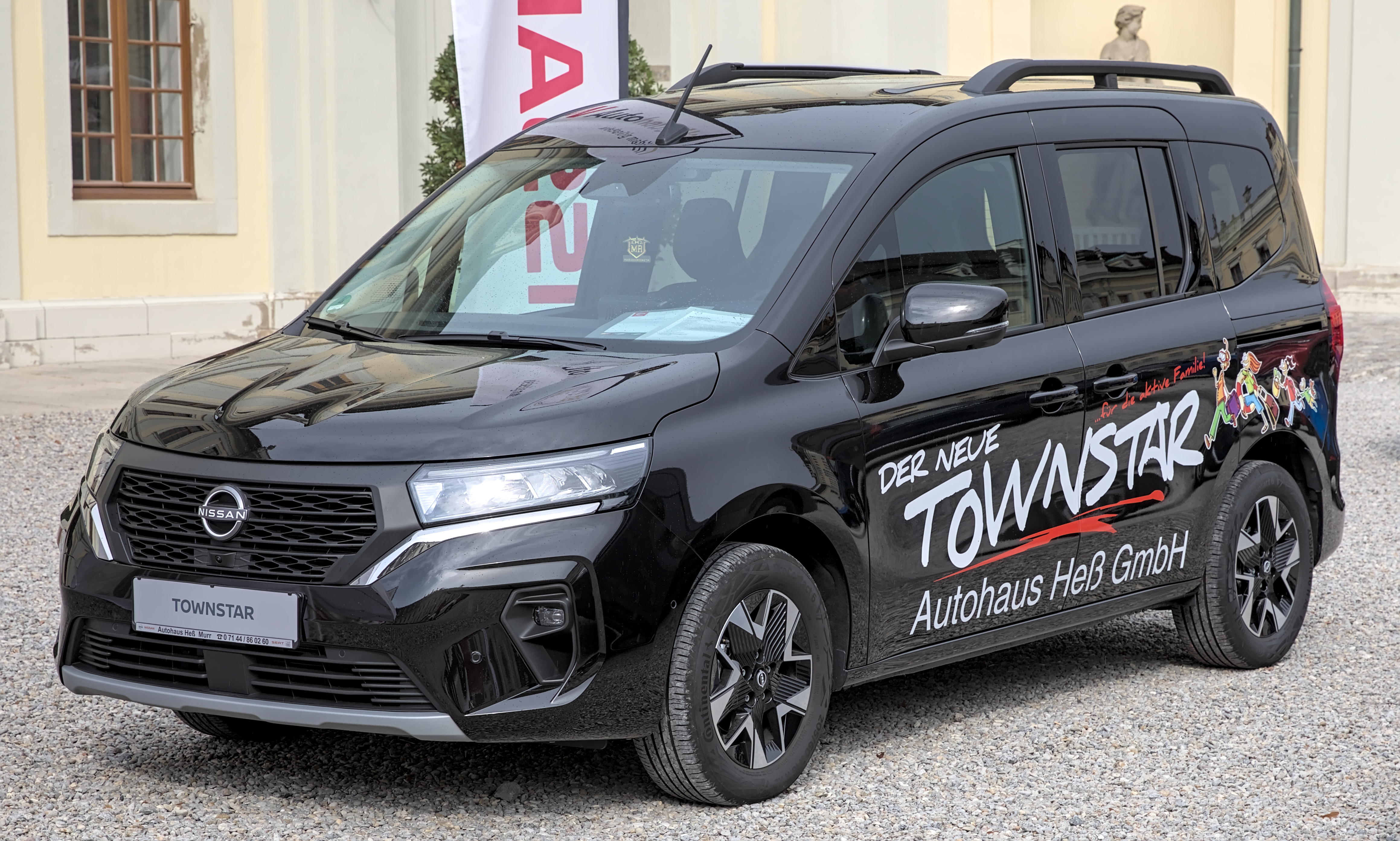
Nissan Townstar в Германии
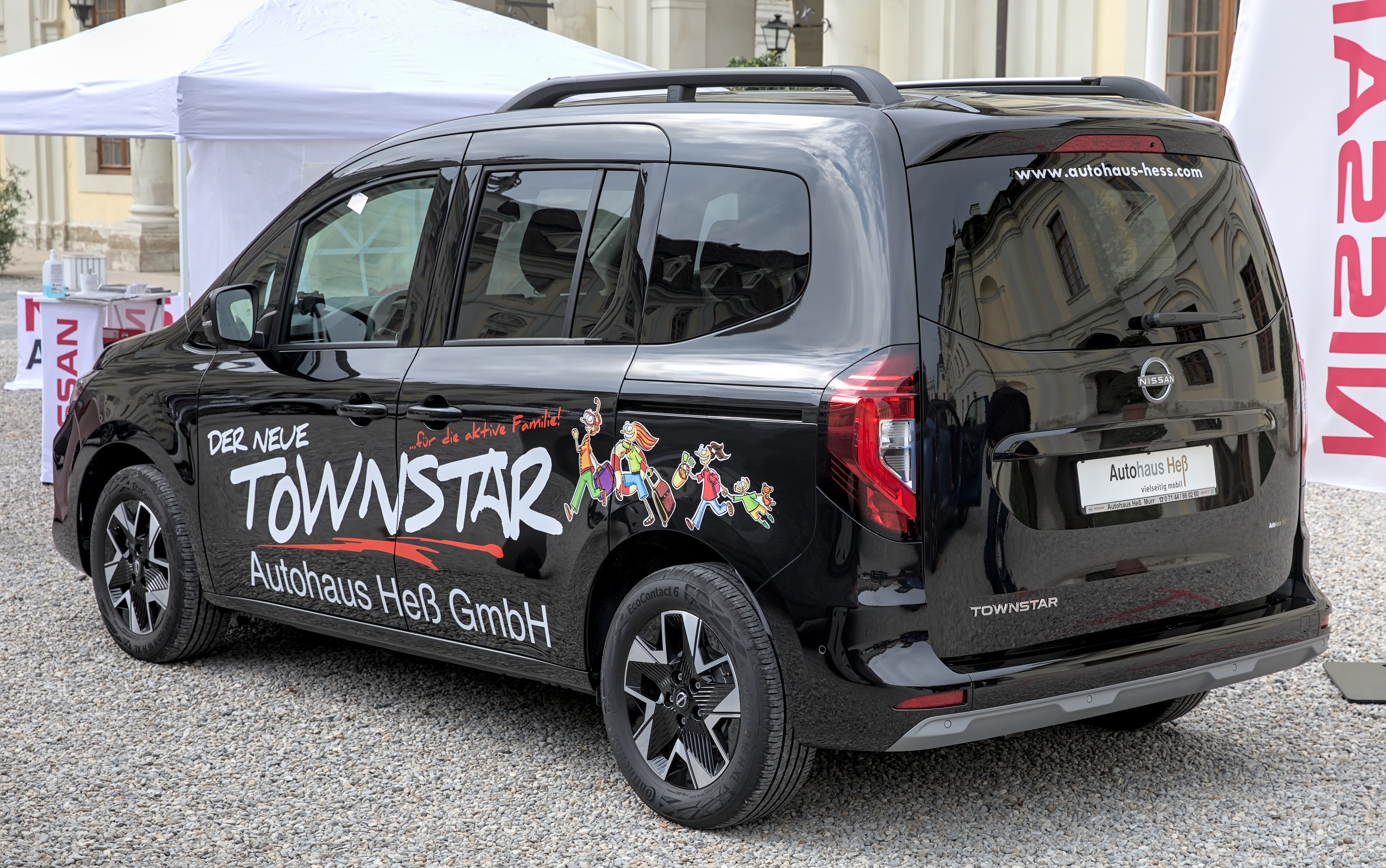
Nissan Townstar в Германии